# Unité de soins intensifs
Pour les articles homonymes, voir USI et ICU.

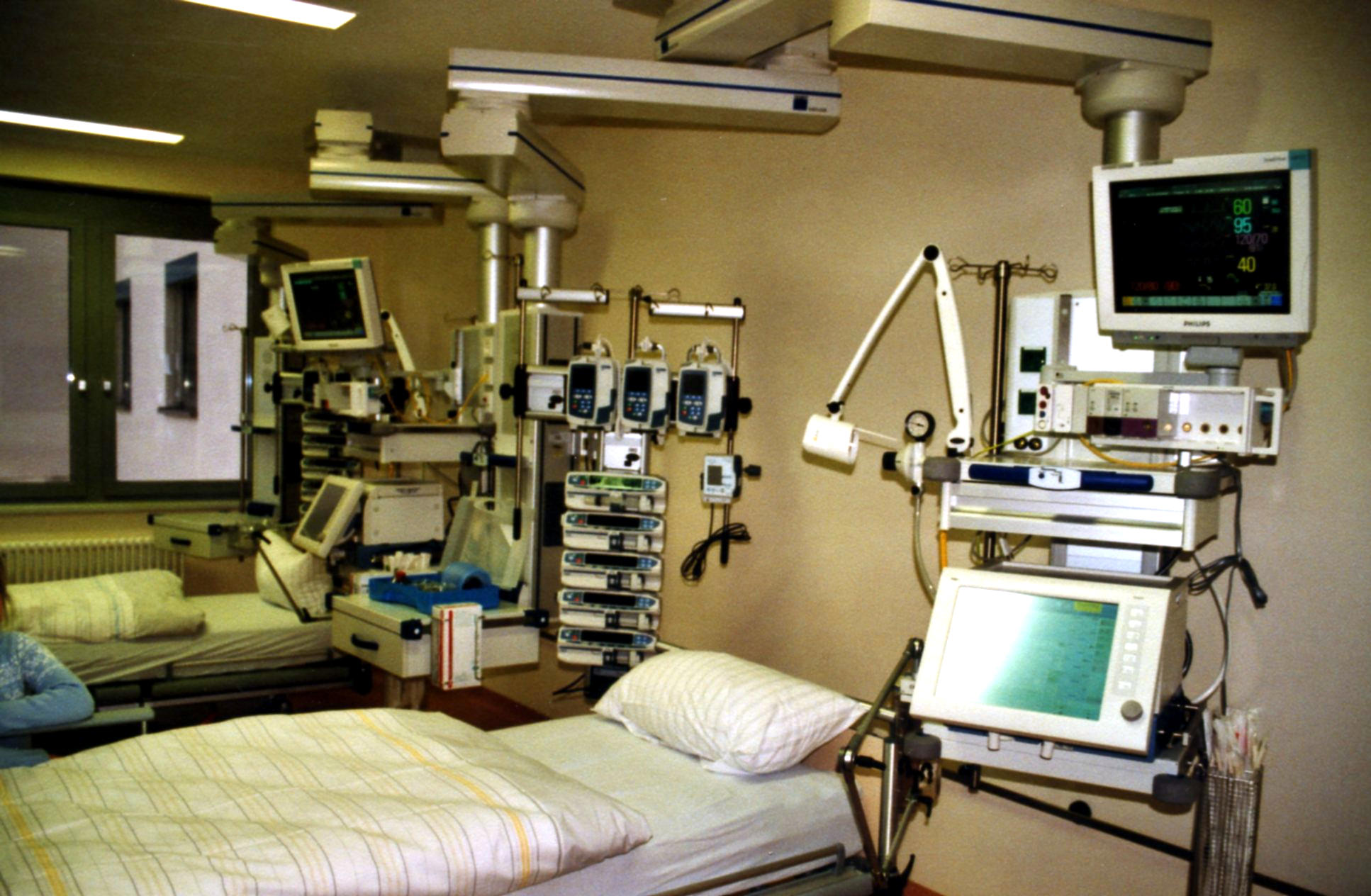
Une unité de soins intensifs (2007).

Une unité de soins intensifs ou USI (en anglais, intensive care unit ou ICU) est un service de l’hôpital qui prodigue des soins de suppléance à une défaillance aiguë. Elle est la structure médiane entre les services de réanimation (réa) et les unités de surveillance continue (USC), et prend en charge une défaillance unique sur une durée limitée. Elles constituent avec les USC les unités intermédiaires entre la réanimation et les services de soins généraux hospitaliers.
Le service des soins intensifs a pour mission de prendre en charge les patients en état critique, c'est-à-dire qui présentent une défaillance d’une fonction vitale, ou qui sont à risque de développer une complication sévère.
Le service dispose de moyens techniques très spécialisés. Ceux-ci sont mis en œuvre de façon continue par une équipe multidisciplinaire afin de déceler, prévenir et corriger les déséquilibres aigus et présumés réversibles liés à l’affection sous-jacente (maladie, chirurgie, traumatisme, intoxication).
Dans nombre d'hôpitaux, ces structures sont spécialisées, en fonction des besoins et des ressources disponibles.

## USI spécialisées
- Unités de soins intensifs de cardiologie (USIC)
- Unités de soins intensifs de néphrologie
- Unités de soins intensifs de neurologie (USIN)
- Unités de soins intensifs de néonatalogie
- Unités de soins intensifs d'hématologie
- Unités de soins intensifs de gastro-entérologie (hémorragies digestives)
- Unités de soins intensifs de chirurgie cardio-vasculaire
- Unité de soins intensifs de pneumologie

Comme en réanimation, il existe une surveillance automatisée des constantes.